# Estancia La Paz

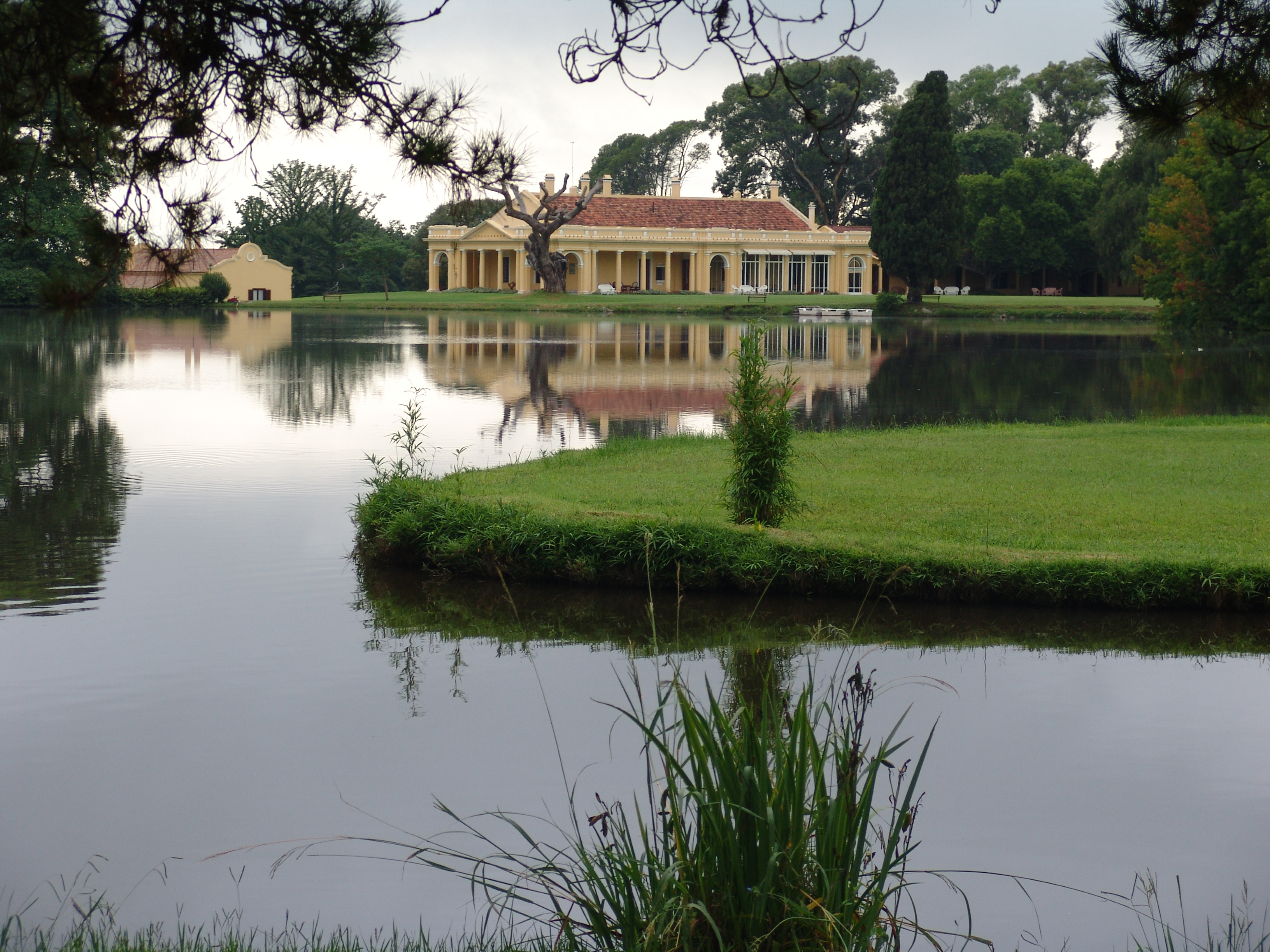
Blick über den Teich auf das Hauptgebäude

Die Estancia La Paz ist eine Estancia mit Herrenhaus in der Gemeinde Ascochinga der Provinz Córdoba (Argentinien).
Das Gut mit Herrenhaus im Stil des Historismus wurde 1830 durch Thomas Funes erbaut, 1859 gab er dem Anwesen in Bezug auf den San José de Flores Pact den Namen La Paz. Funes Töchter Lisa und Clara heirateten 1872 Miguel Juárez Celman und Julio Argentino Roca, die später beide Präsidenten Argentiniens wurden. Roca ließ den bedeutenden Landschaftsarchitekten Carlos Thays für das Anwesen großzügige Parkanlagen von 100 ha entwerfen. Bis Ende der 1930er Jahre war es einer der Orte der Begegnung der politischen Elite Argentiniens; Roca empfing dort unter anderem Domingo Faustino Sarmiento, Nicolás Avellaneda, Carcano, Carlos Pellegrini und José Figueroa Alcorta und lenkte die Partido Autonomista Nacional. Das Anwesen war vor seiner Renovierung Ende der 1990er Jahre fast verfallen.
Heute wird die Estancia als Nobelhotel geführt.